# FV-10 (Spanje)
De FV-10 is een verkeersweg op het Spaanse eiland Fuerteventura. De weg is gelegen tussen de plaatsen Puerto del Rosario en El Cotillo aan de westkust van het eiland.